# Actinote olgae
Actinote olgae är en fjärilsart som beskrevs av Therese 1901. Actinote olgae ingår i släktet Actinote och familjen praktfjärilar. Inga underarter finns listade i Catalogue of Life.